# Arborimus albipes
Arborimus albipes es una especie de roedor de la familia Cricetidae.

## Distribución geográfica
Se encuentra sólo en los Estados Unidos.

## Hábitat
Su hábitat natural son bosques templados.